# Brachytarsophrys
Brachytarsophrys is een geslacht van kikkers uit de familie Megophryidae. De groep werd voor het eerst wetenschappelijk beschreven door Wan-shu Tian en Shu-qin Hu in 1983.
Er zijn vijf soorten, inclusief de pas in 2014 beschreven soort Brachytarsophrys popei. Alle soorten komen voor in delen van Azië en leven in de landen China, Laos, Myanmar, Thailand en Vietnam.

## Soorten
Geslacht Brachytarsophrys
- Soort Brachytarsophrys carinensis
- Soort Brachytarsophrys chuannanensis
- Soort Brachytarsophrys feae
- Soort Brachytarsophrys intermedia
- Soort Brachytarsophrys orientalis
- Soort Brachytarsophrys platyparietus
- Soort Brachytarsophrys popei

Atympanophrys · 
Brachytarsophrys · 
Megophrys · 
Ophryophryne · 
Panophrys · 
Pelobatrachus · 
Xenophrys · 

Incertae sedis

"Megophrys" dringi · 
"Megophrys" feii